# Margarita Ortega
Margarita Ortega Valdés, née probablement en 1871 et morte le 24 novembre 1913 (à 42 ans) est une révolutionnaire anarchiste mexicaine. Issue d'une famille aisée, elle rejoint le Parti libéral mexicain (PLM) et participe à la rébellion magoniste de 1911 (en). Avec sa fille Rosaura Gortari, elle participe à la prise de Mexicali durant le Porfiriato et assure le ravitaillement des rebelles magonistes. Lorsque la ville est prise par les forces de Francisco I. Madero, elle est exilée du Mexique vers l'Arizona, où sa fille meurt. Elle retourne ensuite au Mexique pour lutter contre Victoriano Huerta, mais elle est capturée, torturée et exécutée par un peloton d'exécution.
Après sa mort, Ricardo Flores Magón, dirigeant du PLM, a fait l'éloge d'Ortega en la qualifiant de femme révolutionnaire exemplaire, ce qui a modifié l'attitude de la direction du parti à l'égard de la participation des femmes à la révolution mexicaine.

## Biographie
Margarita Ortega Valdés est née à Sonora, dans une famille métisse aisée et aurait été mariée trois fois au cours de sa vie. Avec Pascual Gortari, elle a eu deux fils : Irineo et Andrés ; et une fille : Rosaura.

### Engagement politique
Au début du XXe siècle, le Parti libéral mexicain (PLM) est le seul parti politique à accorder aux femmes le droit d'être membres à part entière. Cela incite de nombreuses femmes à adhérer au parti, à mener des grèves parmi les ouvrières du textile et du tabac et à se rebeller ouvertement contre le Porfiriato. Parmi ces femmes figurent Ortega et sa fille Rosaura, qui adhérent au parti en 1910 ; Ortega quitte alors son mari plus conservateur, qui n'est pas d'accord avec son idéologie politique,.
Dans sa dramatisation de la rencontre, Ricardo Flores Magón, dirigeant du PLM, la dépeint en train de dire :

« Je vous aime, mais j'aime aussi ceux qui souffrent, et c'est pour eux que je me bats et que je risque ma vie. Je ne veux plus voir des hommes et des femmes donner leur énergie, leur santé, leur esprit, leur avenir pour enrichir la bourgeoisie. Je ne veux plus que des hommes commandent des hommes. Je suis résolu à continuer à me battre pour la cause du [Parti libéral mexicain], et si vous êtes un homme, venez avec moi à la bataille. Si ce n'est pas le cas, oubliez-moi, je ne veux pas être le partenaire d'un lâche. »

— attribuée à Margarita Ortega
Lors du déclenchement de la révolution mexicaine, le PLM a d'abord appelé les femmes à faire pression sur leurs maris pour qu'ils prennent les armes dans la révolution, confirmant ainsi les rôles traditionnels qui placent les femmes dans un rôle subordonné et de soutien aux hommes dans la révolution armée. Mais Ortega croit en l'égalité des sexes, elle rompt avec la ligne du parti du PLM sur cette question et décide de prendre les armes elle-même. Selon un éditorial du New York Times publié en mai 1911, les femmes ont fini par jouer « un rôle spectaculaire dans la révolution ».

### Magoniste

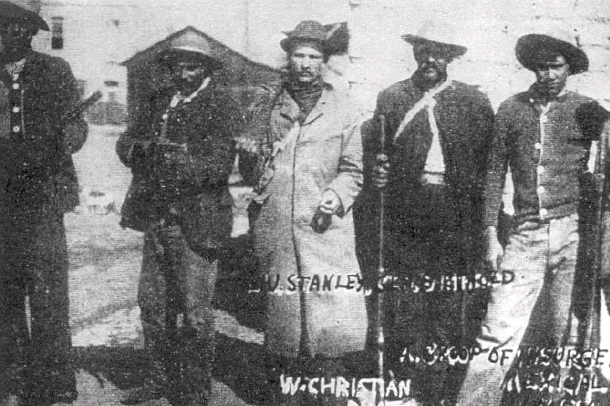
Soldats magonistes à Mexicali, 1911, pendant la rébellion de Basse-Californie. William Stanley (en blouse légère) et Simon Berthold (au centre droit).

Ortega et sa fille se soulèvent contre le gouvernement de Basse-Californie et rejoignent la rébellion magoniste de 1911,. Le 29 janvier 1911, Ortega participe à la prise de Mexicali par les magonistes durant le Porfiriato,. Elle et sa fille aident à faire entrer clandestinement des fournitures dans la ville depuis les États-Unis,, apportent des armes, des munitions et de la dynamite,, qu'elles cachent dans la doublure de leurs vêtements. Elles aident également à soigner les blessés.

### Arrestations et exil
Les troupes madéristes arrêtent Ortega,, elle aurait dit au fonctionnaire qui l'arrête : « Ils m'emmèneront à Ensenada et me fusilleront à pied comme un homme, mais toi, traître, ils te fusilleront par derrière comme un lâche » . Au lieu de cela, Gallegos les exile, elle et sa fille, hors du Mexique, les menaçant d'être tuées si elles revenaient,. Sans eau ni nourriture, elles traversent le désert en direction de la frontière entre le Mexique et les États-Unis, avant d'atteindre Yuma, en Arizona,, où elles sont arrêtées par les gardes-frontières américains, mais des amis les aident à s'enfuir à Phoenix sous une fausse identité,,.
Le stress du voyage fait tomber Rosaura gravement malade et meurt, obligeant Ortega à retourner au Mexique sans elle,,,. Ortega traverse Sonora en passant par Sonoyta (en), où elle rejoint la magoniste Natividad Cortés,, avec laquelle elle tente de réorganiser le mouvement révolutionnaire dans le nord de Sonora,,,. Mais Gallegos, responsable des gardes-frontières de Sonora, tombe sur les deux magonistes et les arrête ; Cortés est abattu et Ortega ramenée en Basse-Californie, où elle tombe entre les mains des forces de Victoriano Huerta,,,,, qui l'emprisonne dans un cachot le 20 novembre 1913.

### Mort
Ses ravisseurs la torturent pendant quatre jours,,, la forçant à avouer qu'elle est membre du PLM, bien qu'elle refuse de donner les noms d'autres membres du PLM,. Dans la nuit du 24 novembre 1913, Ortega est exécutée par un peloton d'exécution,,,,, ; selon Flores Magón, elle est morte le sourire aux lèvres. Elle subit donc le même traitement que n'importe quel magoniste masculin. Son affiliation politique a eu plus de poids que sa condition de femme, ce qui lui aurait convenu, puisqu'en tant que militante, Margarita a également lutté pour la condition des travailleurs, sans distinction de sexe, brisant les normes de l'époque et, plus encore, en emmenant sa fille avec elle.

## Hommage

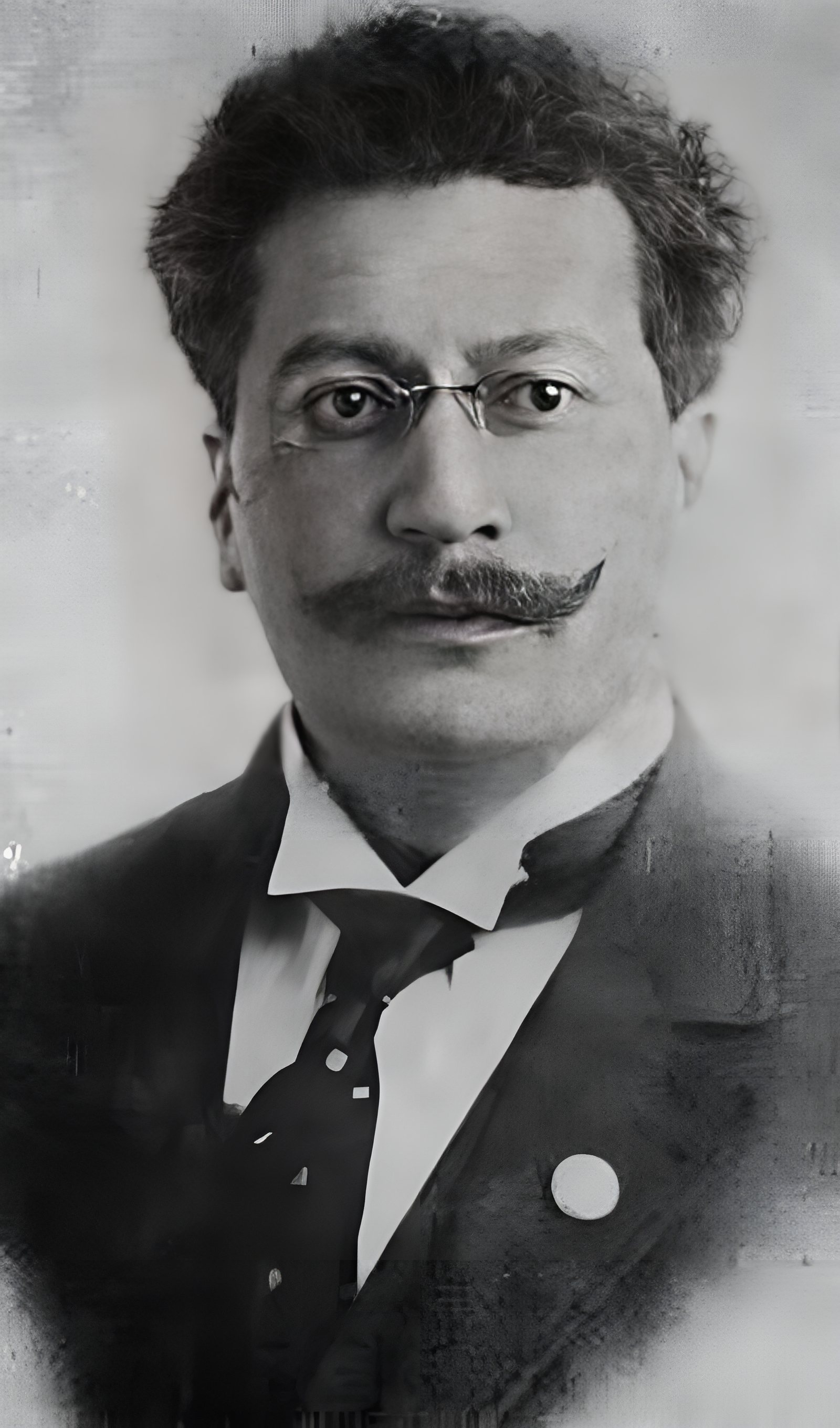
Ricardo Flores Magón.

Après sa mort, Ortega a reçu les éloges de Ricardo Flores Magón,, qui la présente comme une femme révolutionnaire exemplaire en raison de son altruisme et de son patriotisme. Il estime qu'Ortega s'est opposée à ses appels aux femmes pour qu'elles convainquent les hommes de rejoindre le combat. Il se laisse convaincre à son tour de changer de politique, admettant que les femmes ont un rôle actif à jouer dans la révolution. Suivant son exemple, il chercha à convaincre les femmes de se battre aux côtés des hommes. Dans l'éloge funèbre qu'il lui consacre, Flores Magón la décrivit ainsi:

« (...) la plus grande anarchiste, femme extraordinaire, apôtre, guerrière, infirmière, dont elle a propagé les idéaux communistes par la parole et l'action. Cavalière émérite et experte dans le maniement des armes à feu. Dure, mais aussi avec un grand cœur ; elle pouvait être dure au combat contre les soldats du gouvernement, mais elle soignait aussi les blessés, nourrissait les convalescents et donnait des paroles d'encouragement aux veuves et aux orphelins. »

— Ricardo Flores Magón, 1914
En prononçant cet éloge funèbre, Flores Magón voulait inciter le lecteur à prendre les armes, tant par la bravoure d'Ortega que par la « lâcheté de son mari ». Selon Benjamin H. Abbott, spécialiste américain des études queer, l'éloge funèbre de Flores Magón témoigne d'une acceptation des rôles non traditionnels des hommes et des femmes, Ortega elle-même ayant représentée une remise en question de ces normes culturelles.